# Belgische kampioenschappen atletiek 1923
In 1923 vonden de Belgische kampioenschappen atletiek Alle Categorieën voor de mannen plaats op 3 juni in Luik en op 17 juni in Ukkel. De kampioenschappen op de 10.000 m vonden plaats op 9 september in Antwerpen als voorprogramma voor de voetbalwedstrijd Beerschot - Berchem Sport. De kampioenschappen voor vrouwen vonden op 21 juli plaats in Schaarbeek.
Marcel Alavoine verbeterde het Belgisch record op de 10.000 m van Aimé Proot naar 33.17,0.

## Uitslagen

### 100 m/80 m
| rang   | atleet        | prestatie |
| ------ | ------------- | --------- |
| Goud   | Paul Brochart | 11,2 s    |
| Zilver | Henri Cockuyt | op 1 m    |
| Brons  | Paul Roulez   |           |

| rang   | atlete           | prestatie |
| ------ | ---------------- | --------- |
| Goud   | Elise Vantruijen | 10,8 s    |
| Zilver | Flore Bertels    | op 1 m    |
| Brons  | Renée Silem      | op 20 cm  |

### 200 m
| rang   | atleet        | prestatie |
| ------ | ------------- | --------- |
| Goud   | Paul Brochart | 23,3 s    |
| Zilver | Henri Cockuyt | op 1 bl   |
| Brons  | Josse Ruth    | op 3 m    |

### 400 m/300 m
| rang   | atleet          | prestatie |
| ------ | --------------- | --------- |
| Goud   | François Morren | 50,8 s    |
| Zilver | Mario Vigoni    | op 6 m    |
| Brons  | Jules Migeot    |           |

| rang   | atlete                | prestatie   |
| ------ | --------------------- | ----------- |
| Goud   | Elise Vantruijen      | 45,6 s (NR) |
| Zilver | Antoinette Gallemaers | op 10 cm    |
| Brons  | Louise Gits           | op 20 cm    |

### 800 m/1000 m
| rang   | atleet          | prestatie |
| ------ | --------------- | --------- |
| Goud   | François Morren | 2.05,4    |
| Zilver | Gustave Lepomme | op 10 m   |
| Brons  | Leon Frenay     | op 3 m    |

| rang   | atlete                  | prestatie   |
| ------ | ----------------------- | ----------- |
| Goud   | Walburga Van Steenlandt | 3.19,4 (NR) |
| Zilver | Jeanne van Kesteren     | op 8 m      |
| Brons  | Ida Degrande            | op 3 m      |

### 1500 m
| rang   | atleet               | prestatie |
| ------ | -------------------- | --------- |
| Goud   | Alfons Van Achten    | 4.18,5    |
| Zilver | Georges Vandenbroele | op 5 m    |
| Brons  | Leon Degrande        | op 3 m    |

### 5000 m
| rang   | atleet               | prestatie |
| ------ | -------------------- | --------- |
| Goud   | Georges Vandenbroele | 15.46,6   |
| Zilver | Leon Degrande        | op 125 m  |
| Brons  | Pierre Derom         | op 15 m   |

### 10.000 m
| rang   | atleet          | prestatie |
| ------ | --------------- | --------- |
| Goud   | Marcel Alavoine | 33.17,0   |
| Zilver | Gerard Steurs   | op 600 m  |
| Brons  | Pierre Libeau   |           |

### 110 m horden/83 m horden
| rang   | atleet            | prestatie |
| ------ | ----------------- | --------- |
| Goud   | Powell            | 16,3 s    |
| Zilver | Josse Ruth        | op 3 m    |
| Brons  | Maurice Henrijean |           |

| rang   | atlete              | prestatie |
| ------ | ------------------- | --------- |
| Goud   | Henriette Vandaelen | 14,0 s    |
| Zilver | Sidonie Verschueren | op 7 m    |
| Brons  | Hermance Maes       | op 30 cm  |

### 400 m horden
| rang   | atleet          | prestatie |
| ------ | --------------- | --------- |
| Goud   | Jules Migeot    | 1.00,2    |
| Zilver | Mario Vigoni    | op 3m     |
| Brons  | Albert Van Dyck | op 1 bl   |

### Verspringen
| rang   | atleet         | prestatie |
| ------ | -------------- | --------- |
| Goud   | Jean Lefebvre  | 6,30 m    |
| Zilver | Robert Pauwels | 6,21 m    |
| Brons  | Josse Ruth     | 6,01 m    |

| rang   | atlete              | prestatie |
| ------ | ------------------- | --------- |
| Goud   | Elise Vantruijen    | 4,68 m    |
| Zilver | Sidonie Verschueren | 4,52 m    |
| Brons  | Vandenbroeck        | 4,22 m    |

### Hoogspringen
| rang   | atleet        | prestatie |
| ------ | ------------- | --------- |
| Goud   | Jean Hénault  | 1,80 m    |
| Zilver | Eugene Lecocq | 1,70 m    |
| Brons  | Powell        | 1,65 m    |

| rang   | atlete           | prestatie |
| ------ | ---------------- | --------- |
| Goud   | Elise Vantruijen | 1,35 m    |
| Zilver | Van Mechelen     | 1,30 m    |
| Brons  | Hermance Maes    | 1,30 m    |

### Polsstokhoogspringen
| rang   | atleet            | prestatie |
| ------ | ----------------- | --------- |
| Goud   | Maurice Henrijean | 3,50 m    |
| Zilver | Powell            | 3,45 m    |
| Brons  | Josse Ruth        | 3,20 m    |

### Kogelstoten
| rang   | atleet            | prestatie |
| ------ | ----------------- | --------- |
| Goud   | Arthur De Laender | 11,02 m   |
| Zilver | Peigneux          | 10,55 m   |
| Brons  | Nizet             | 10,21 m   |

| rang   | atlete              | prestatie    |
| ------ | ------------------- | ------------ |
| Goud   | Sidonie Verschueren | 14,81 m (2H) |
| Zilver | Yvonne Ibis         | 14,81 m      |
| Brons  | José Paques         | 14,64 m      |

### Discuswerpen
| rang   | atleet            | prestatie |
| ------ | ----------------- | --------- |
| Goud   | Arthur De Laender | 34,03 m   |
| Zilver | Fred Zinner       | 33,20 m   |
| Brons  | Pels              | 32,42 m   |

| rang   | atlete              | prestatie |
| ------ | ------------------- | --------- |
| Goud   | Marguerite Dujardin | 25,63 m   |
| Zilver | Georgette Vandyck   | 24,55 m   |
| Brons  | Lisette Petré       | 24,38 m   |

### Speerwerpen
| rang   | atleet        | prestatie |
| ------ | ------------- | --------- |
| Goud   | Adolf Hauman  | 42,38 m   |
| Zilver | Jean Lefebvre | 40,83 m   |
| Brons  | Emile Muller  | 38,90 m   |

| rang   | atlete              | prestatie         |
| ------ | ------------------- | ----------------- |
| Goud   | Georgette Vandyck   | 33,90 m (2H) (NR) |
| Zilver | Claessens           | 30,65 m           |
| Brons  | Sidonie Verschueren | 30,64 m           |

NR: nationaal record 

2H: twee handen<
BL: borstlengte
1889 · 
1890 · 
1891 · 
1892 · 
1893 · 
1894 · 
1895 · 
1896 · 
1897 · 
1898 · 
1899 · 
1900 · 
1901 · 
1902 · 
1903 · 
1904 · 
1905 · 
1906 ·
1907 ·
1908 · 
1909 · 
1910 · 
1911 · 
1912 · 
1913 · 
1914 · 
1919 · 
1920 · 
1921 · 
1922 · 
1923 · 
1924 · 
1925 · 
1926 · 
1927 · 
1928 · 
1929 · 
1930 · 
1931 · 
1932 · 
1933 · 
1934 · 
1935 · 
1936 · 
1937 · 
1938 · 
1939 · 
1940 · 
1941 · 
1942 · 
1943 · 
1944 · 
1945 · 
1946 · 
1947 · 
1948 · 
1949 · 
1950 · 
1951 · 
1952 · 
1953 · 
1954 · 
1955 · 
1956 · 
1957 · 
1958 · 
1959 · 
1960 · 
1961 · 
1962 · 
1963 · 
1964 · 
1965 · 
1966 · 
1967 · 
1968 · 
1969 · 
1970 · 
1971 · 
1972 · 
1973 · 
1974 · 
1975 · 
1976 · 
1977 · 
1978 · 
1979 · 
1980 · 
1981 · 
1982 · 
1983 · 
1984 · 
1985 · 
1986 · 
1987 · 
1988 · 
1989 · 
1990 · 
1991 · 
1992 · 
1993 · 
1994 ·
1995 · 
1996 · 
1997 · 
1998 · 
1999 · 
2000 · 
2001 · 
2002 · 
2003 · 
2004 · 
2005 · 
2006 · 
2007 · 
2008 · 
2009 · 
2010 · 
2011 · 
2012 · 
2013 · 
2014 · 
2015 · 
2016 · 
2017 · 
2018 · 
2019 · 
2020 · 
2021 · 
2022 · 
2023 · 
2024